# Vulpia fontquerana
Vulpia fontquerana es una especie de herbácea perteneciente a la familia de la poáceas.

## Descripción
Herbácea con tallos de hasta 40 cm de altura, erectos o ascendentes, estriados, glabros. Hojas con lígula de 0,1-0,3 mm, truncada, ligeramente lacerada; limbo de hasta 4 cm de longitud y 0,1-0,3 mm de anchura, setáceo y convoluto, con haz estriado cortamente pubescente y envés glabro. Panícula de 2-10 cm, racemosa, estrechamente oblongoidea. Espiguillas de 6-10 mm, con 1-2 (-3) flores hermafroditas y 2-3 flores distales estériles. Glumas más cortas que las flores; la inferior de (1,7) 2-4,5 mm, estrechamente lanceolada, subulada, uninervada, glabra o escábrida; la superior de 4-10 mm, lanceolada, trinervada, escábrida, con 1 arista escábrida de 1-7 mm. Lema de 4-8 mm, lanceolada, con 5 nervios poco marcados, glabra, o con dorso escábrido en la mitad superior, con 1 arista escábrida y violácea de 20-35 mm; callo de 1-1,5 mm, linear-oblongo, agudo. Pálea de 4-7 mm, con quillas antrorso-escábridas. Anteras de 0,5-0,7 mm. Tiene un número de cromosomas de 2n = 14. Florece de abril a mayo

## Distribución y hábitat
Se encuentra en pastizales sobre suelos arenosos marítimos. Especie común endémica del litoral de Andalucía Occidental (Provincia Gaditano-Onubo-Algarviense, Sector Onubense Litoral).

## Taxonomía
Vulpia fontquerana fue descrita por Melderis & Stace y publicado en Collectanea Botanica a Barcinonensi Botanico Instituto Edita 7: 782. 1968.
Etimología
El nombre del género fue nombrado en honor del botánico alemán J.S.Vulpius (1760–1840)
fontquerana: epíteto otorgado en honor del botánico Pius Font i Quer.